# Luna 13
Luna 13 (appelée aussi Lunik 13) fut la treizième sonde soviétique du programme Luna. Lancée vers la Lune le 21 décembre 1966, elle atterrit le 24 décembre 1966 dans Oceanus Procellarum (l'océan des tempêtes). Elle transmit des photos et procéda à des analyses du sol. 

## Caractéristiques de la mission
- Pays : Union des républiques socialistes soviétiques
- Date de lancement : 21 décembre 1966
  - Site de lancement :
  - Lanceur :
- Masse :

## Déroulement
Luna 13 fut lancée vers la Lune le 21 décembre 1966. Elle atterrit en douceur le 24 décembre 1966 dans Oceanus Procellarum (l'océan des Tempêtes), aux coordonnées 62° 03' O, 18°52' N, au sud-est du cirque Seleucus. Elle transmit des photos, réalisant avec son système de télévision trois panoramas selon différentes hauteurs du Soleil et procéda à des analyses du sol, avec un dynamographe, un densitomètre à radiations et deux bras pour une étude physique du sol lunaire. Munie de batteries et non de panneaux solaires, la sonde émis jusqu'au 30 décembre.
Les quatre premières photographies, transmises le 24 depuis un petit cratère de quelques mètres de rayon, montraient une abondance de pierres de plusieurs centimètres et confirmèrent l'absence de couche de poussière, et recoupa les observations de Luna 9 et de Surveyor 1. 
Le communiqué du 30 décembre de l'agence Tass dressait le bilan des observations réalisées. Avec une densité d'un gramme par centimètre cube, le sol lunaire est nettement moins dense qu'un sol terrestre moyen,  mais à peu près aussi résistant. L'allumage d'un petit réacteur à poudre destiné à exercer une pression de sept kilos a légèrement enfoncé le bras de la sonde dans le sol, et permit d'apprécier la résistance mécanique des couches superficielles jusqu'à une profondeur de 20 à 30 centimètres. Le détecteur de radiation a indiqué que la surface lunaire était faiblement radioactive et renvoyait environ 25% des particules venues de l'espace.